# Gerocynipidae
Gerocynipidae zijn een uitgestorven familie uit de orde van de vliesvleugeligen (Hymenoptera).

## Taxonomie
De volgende taxa zijn bij de familie ingedeeld:
- Geslacht  † Antiquecynips Kovalev 1995
  -  † Antiquecynips orientalis Kovalev 1995
- Geslacht  † Arctogerocynips Kovalev 1995
  -  † Arctogerocynips magadanicus Kovalev 1995
- Geslacht  † Gerocynips Kovalev 1994
  -  † Gerocynips florenskayae Kovalev 1995
  -  † Gerocynips sibirica Kovalev 1995
  -  † Gerocynips zherichini Kovalev 1994